# Juha Pylväs
Juha Pekka Pylväs, född 24 mars 1971, är en finländsk politiker (Centern). Han var ledamot av Finlands riksdag 2015–2023. Till utbildningen är han agronom.
Pylväs blev invald i riksdagen i riksdagsvalet 2015 med 5 861 röster från Uleåborgs valkrets.